# Devise
Devise é uma comuna francesa na região administrativa de Altos da França, no departamento de Somme. Estende-se por uma área de 2,75 km². Em 2010 a comuna tinha 54 habitantes (densidade: 19,6 hab./km²).